# Iole

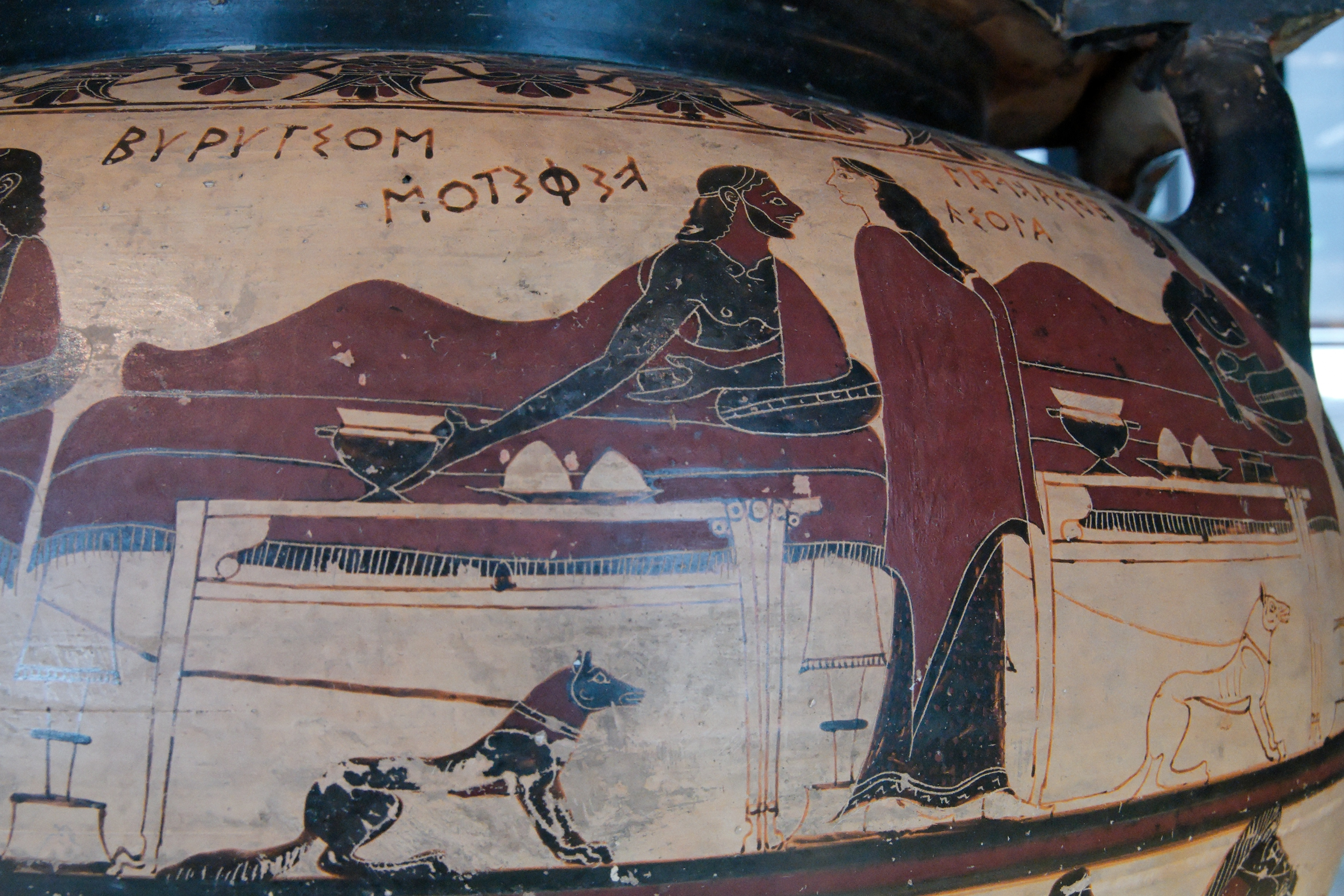
Iole en haar broer Iphitos, illustratie op de Eurytoskrater

Iole (Oudgrieks: Ἰόλη) was, in de Griekse mythologie, de dochter van koning Eurytus van de mythische (en tot nog toe niet geïdentificeerde) stad Oechalia.
Eurytus beloofde de hand van zijn dochter aan de eerste de beste jongeman die zijn zonen zou verslaan in het boogschieten. Dit gelukte aan de held Herakles, maar toen Eurytus vernam dat zijn toekomstige schoonzoon ooit in een vlaag van waanzin zijn kinderen (bij zijn eerste vrouw Megara) had gedood, en daarenboven als slaaf van koning Eurystheus zijn twaalf werken had verricht, vond hij dit reden genoeg om zijn beslissing te herroepen, en de toegezegde beloning werd Herakles uiteindelijk onthouden. Deze sloeg niet dadelijk terug - wat hij makkelijk had kunnen doen - maar zwoer later wraak te nemen.
Een hele tijd later, nadat hij zich al in Trachis had gevestigd en met Deianeira getrouwd was, bracht Herakles een leger op de been. Hij loog zijn bondgenoten voor dat koning Eurytus ten onrechte de inwoners van Euboea belasting liet betalen, en dat hij om die reden met hem wilde afrekenen. In de strijd wist hij Eurytus en zijn zonen te doden. Hij plunderde Oechalia en wilde Iole meenemen, omdat hij haar toch ‘eerlijk had verdiend’ in een schietwedstrijd. Liever dan zich aan Herakles over te geven, verkoos Iole zich van het leven te beroven, maar dit werd door Herakles verhinderd. Hij stuurde haar samen met andere Oechalische vrouwen, naar Trachis, in dienst van zijn vrouw Deianeira. 
Deianeira werd echter jaloers, en vermoedde dat haar man Iole als vrouw begeerde. Haar jaloersheid zou hen ten slotte allebei het leven kosten (zie Herakles: Huwelijk en dood). 
Overeenkomstig de laatste wens van zijn vader, nam Hyllos Iole tot vrouw.